# Mukaabya Mutesa I Kayiira

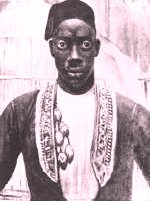
Mukaabya Mutesa I Kayiira

Mukaabya Mutesa I Kayiira (1835-1884) was koning (kabaka) van Boeganda van 1856 tot zijn dood. 
Mutesa I was een zeer machtige koning. Hij had een grote angst voor opstanden en sloot daarom al zijn broers op. Velen onder hen stierven in gevangenschap. Hij onderscheidt zich van zijn voorgangers door het grote aantal vrouwen dat hij bezat, en door zijn interesse in vreemde culturen. Hij nam islamitische religieuze praktijken over, vergaarde kennis van de ivoor- en slavenhandelaars die vanuit Zanzibar kwamen, en toonde interesse in Europa. Zo ontving hij John Hannington Speke, die in 1862 de eerste Europese bezoeker in Boeganda was. In 1875 kreeg Mutesa I bezoek van ontdekkingsreiziger Henry Morton Stanley. 
In 1884 stierf Mutesa I en werd zijn lichaam begraven in zijn paleis te Kasubi. Hij was dan ook de eerste kabaka wiens lichaam werd opgeborgen in de tombes van Kasubi.